# Menelau (príncep)
Menelau (en llatí Menelaus, en grec antic Μενέλαος) era el nom d'un fill del rei Amintes II de Macedònia amb la seva dona Gigea, segons diu Justí.
Segons aquest mateix autor Menelau va ser executat per ordre del seu germanastre Filip II de Macedònia, després de la conquesta d'Olint l'any 347 aC.